# Bionic Commando (jeu vidéo, 2009)
Bionic Commando est un jeu vidéo d'action-aventure développé par GRIN et édité par Capcom, sorti en 2009 sur PlayStation 3, Xbox 360 et Windows. Le jeu fait suite à l'épisode Bionic Commando sorti en 1988 sur NES et son remake Bionic Commando Rearmed.

## Accueil
- Jeuxvideo.com : 14/20[1]